# Schisme
Cet article possède un paronyme, voir Chiisme.
Un schisme est une rupture dans la communion d'une religion, le rejet de l'obédience commune qui entraîne la sécession d'une fraction de la communion ecclésiale, une séparation volontaire sans forcément renoncer aux dogmes. S'ils se produisent souvent pour des motifs doctrinaux, les schismes peuvent apparaître pour des raisons d'intérêt, de prestige ou même de personnes.
Le mot est employé surtout dans un contexte d'églises chrétiennes dès l'Antiquité par les Pères de l'Église. S'il contrevient à l'unité des disciples que semble exprimer Jésus-Christ dans sa Prière sacerdotale (Jn 17–22 : « Qu'ils soient un... »), le phénomène n'en apparaît pas moins dès l'apparition des premières communautés chrétiennes. Cela étant, il y a litige sur ce qu'en dit Jésus : Matthieu 10–35 : « Oui, je viens diviser l'homme et son père, la fille et sa mère, la bru et sa belle-mère. »
Dans son acception laïcisée, le mot conserve souvent une valeur péjorative et s'applique, notamment en histoire politique, aux tendances dissidentes, exprimant l'idée de dissension ou de rupture, particulièrement dans le cadre des idéologies sociopolitiques contemporaines.

## Étymologie
Attesté en français sous la forme cisme en 1174, le mot est emprunté au bas-latin ecclésiastique schisma qui vient du grec ancien σχίσμα / skhisma, qui signifie « séparation », du verbe σχίζω / skhízô, « couper, fendre ».
Le schisme est un terme utilisé d'abord dans le vocabulaire ecclésiologique pour désigner l'acte par lequel un groupe qui appartient à une confession religieuse rompt avec celle-ci et reconnaît une autorité spirituelle ou ecclésiologique différente. En droit canon, le terme désigne la rupture d'un groupe de fidèles d'avec le Saint-Siège, tandis que dans le vocabulaire profane, il désigne la scission d'un groupe organisé, d'une école de pensée ou d'un parti.

## Schismes et hérésies
Dans le vocabulaire ecclésiologique, la notion de schisme est identifiée dès Ignace d'Antioche comme la séparation avec l'autorité ecclésiale et la pratique du culte en dehors de celle-ci. Irénée de Lyon le caractérise par l'orgueil qui conduit au déchirement de l'unité de l'Église à la différence de l'hérésie qui relève de l'erreur ou les « doctrines étrangères ».
Mais la répression ecclésiastique tend à rapidement rapprocher les deux notions et Augustin d'Hippone, lors de la crise donatiste, considère que si un schisme dure, il se transforme nécessairement en hérésie en raison de « l'opiniâtreté dans le dissentiment ». Cette assimilation est reprise par l'empereur Honorius en 405, puis par le Code théodosien, ce qui entraîne la persécution de ce courant par la police impériale.
Ainsi, s'il peut y avoir schisme sans hérésie et hérésie sans schisme, dans les faits, un schisme accompli propose souvent une nouvelle doctrine ecclésiale rapidement considérée comme hérétique par l'Église d'origine et une hérésie persécutée, si elle résiste aux persécutions, aboutit souvent à un schisme.
Ainsi, si toutes les dénominations des Églises protestantes ont été réunies par les autorités catholiques sous le vocable d'« hérétiques » pour avoir changé de doctrine, elles ont été également qualifiées de schismatiques par le parti catholique. Ces nouvelles confessions ne sont effectivement pas issues d'une séparation décidée par une entité interne de l'Église romaine, mais du rejet de celle-ci par des communautés adoptant de nouvelles idées et une nouvelle organisation, constituant des Églises rivales.
L'Inquisition catholique — institution spécialisée dans le traitement de l'hérésie — a persécuté des « hérétiques » (cathares, hussites, protestants...) mais aussi des « infidèles » (Juifs ou musulmans d'Espagne) et des « schismatiques », notamment dans les États latins d'Orient : à l'extérieur de son espace culturel, l'Occident cherche à imposer ses rites et croyances ne concevant l'unité des chrétiens que sous forme d'une complète soumission des schismatiques aux exigences de la papauté, ainsi qu'en attestent le concile de Lyon de 1245 et surtout celui de 1274.

## Judaïsme
Dans la tradition biblique, le premier schisme est la séparation entre le royaume d'Israël et le royaume de Juda après le règne de Salomon. Par ailleurs, on a pu considérer, à la suite des écrits antiques de Flavius Josèphe, les samaritains comme un schisme du judaïsme mais il semble plutôt qu'il s'agisse « de relations que les circonstances historiques ont rendues de plus en plus tendues ».

## Schismes du christianisme

### Avant la rupture entre latins et orientaux
Au début de l'ère chrétienne, quelques tendances schismatiques sont signalées dans les lettres de Paul de Tarse qui déplore les dissensions dans une communauté de Corinthe. À la fin du IIe siècle, une rupture institutionnelle apparaît entre l'évêque de Rome, Victor, et les évêques asiates qui s'affrontent sur la date de Pâques. Cependant, à une époque où les communautés chrétiennes sont largement autocéphales, les synodes et conciles qui se multiplient génèrent souvent des oppositions, des refus de soumission et des ruptures.
Au IVe siècle, les communautés novatianistes, donatistes et ariennes sont condamnées dans différents conciles — d'Elvire (306), d'Arles (314) et de Nicée (325) — avant que le concile d'Antioche en 341 formalise la peine prévue, l'excommunication, sanction du schisme qui sera toujours appliquées par la suite. Néanmoins, la crise arienne durera encore près de deux siècles dans l'Empire et l'arianisme continue de prospérer hors de l'Empire chez les « Barbares » qui prendront bientôt possession de celui-ci.
De nouvelles disputes théologiques se font jour, particulièrement avec le nestorianisme qui, bien que condamné par le concile d'Éphèse en 431, ne s'implante pas moins avec son propre clergé en Syrie, en Chaldée et en Perse, puis se diffuse en Inde, en Chine et, plus tard, dans l'Empire mongol,. Peu après, c'est la crise monophysite sur la nature du Christ qui sépare la plupart des communautés d'Égypte et d'Éthiopie ainsi que certaines de Syrie qui refusent le concile de Chalcédoine de 451. Ces communautés ecclésiales orientales « non-chalcédoniennes » sont aujourd'hui connues sous les dénominations d'Églises des deux conciles et d'Églises des trois conciles.

### Rupture entre Rome et les quatre autres patriarcats
Des dissensions se font jour à plusieurs reprises dans la pentarchie entre christianisme occidental (de tradition latine, dirigé par l'Église de Rome) et oriental (de tradition grecque, dirigé par les patriarches d'Alexandrie, Antioche, Constantinople et Jérusalem) au temps d'Acace (Ve siècle) et de Photios (IXe siècle). S'ils se concluent par l'annulation des anathèmes réciproques, ces dissensions tendent à éloigner des communautés qui s'ignorent et développent progressivement des systèmes canoniques et disciplinaires de plus en plus éloignés. Des querelles apparaissent, en outre, lorsque Rome et Constantinople se disputent les nouvelles Églises en cours de formation au sein des populations slaves nouvellement converties. À ces tensions s'ajoute la querelle du Filioque que les théologiens occidentaux ont ajoutée au Credo, ce que refusent catégoriquement les orthodoxes, pour lesquels Dieu le Père est seule source de divinité.
Une grave crise diplomatique survient le 16 juillet 1054 entre l’Église de Rome et l'Église de Constantinople, lorsque le cardinal Humbert de Moyenmoutiers dépose sur le maître-autel de Sainte-Sophie une bulle excommuniant le patriarche Michel Cérulaire et ses proches collaborateurs, excommunication qui est suivie de celle du cardinal et de ses assistants par le patriarche. S'il est amplement repris dans l'historiographie, l'incident tombe pourtant à l'époque presque aussitôt dans l’oubli. C'est essentiellement le détournement en 1204 de la quatrième croisade, le sac de Constantinople par les Croisés et de la constitution de patriarcats « latins » sur le territoire des patriarcats grecs qui consomment la séparation des Églises d'Orient et d'Occident, entraînant l’exil de bon nombre d’évêques orthodoxes et aliénant durablement les populations orthodoxes à l'Église d'Occident.
Du point de vue catholique « l'Orient ne se reconnaît plus dans l'ordre chrétien unique que l'Antiquité tardive et le haut Moyen Âge avaient tenté de transmettre », mais du point de vue orthodoxe c'est l'Église de Rome qui, à partir du Filioque, s'en est éloignée au fil des quatorze conciles qu'elle a ajoutés aux sept conciles de l'Église du premier millénaire. On distingue depuis lors l'Église catholique romaine ou Église latine en Occident, qui se réfère à 21 conciles au total, et l'Église des sept conciles en Orient, dite Église orthodoxe, qui ne reconnaît pas l'autorité canonique et temporelle de la papauté.

### Christianisme romain
Dans l'effervescence du christianisme médiéval, des tentations schismatiques se multiplient, à l'instar des guillelmites à Milan qui tentent au XIIIe siècle de créer une église millénariste dirigée par les femmes. Le christianisme occidental connait d'autres contestations ecclésiologiques, comme celles portées par Guillaume d'Ockham, qui sont renforcées par le Grand Schisme d'Occident qui divise pendant près de quarante ans la chrétienté occidentale en deux factions dont les papes respectifs — à Rome et à Avignon — se succèdent simultanément en s'excommuniant réciproquement de 1378 à 1417. Par l'image catastrophique qu'il donne de la papauté, ce schisme accélère le mouvement de contestation interne de théologiens comme John Wycliff et Jan Hus qui annoncent la Réforme protestante.
Les excommunications continuent d'être prononcées par la papauté à l'occasion des schismes protestants du temps de la Réforme — à l'instar du schisme anglican, de la Réforme écossaise… —, du refus par la Petite Église en France du Concordat de 1801, du schisme des vieux-catholiques refusant le nouveau dogme de l'infaillibilité pontificale proclamé en 1870 ou encore l'épisode schismatique de la FSSPX à la fin du XXe siècle. Au début du XXIe siècle, il existe un risque important de schisme avec les catholiques « patriotiques » de l'Église catholique en Chine.
Le schisme est toujours défini dans le canon 751 du Code canonique de 1983 comme « le refus de soumission au pontife suprême ou de communion avec les membres de l'Église qui lui sont soumis ».

#### Rapprochements
Parfois, le schisme est suivi d'un rapprochement tant dogmatique qu'obédientiel, mais non rituel. Ainsi, plusieurs églises d'Orient, restées orthodoxes après la séparation des Églises d'Orient et d'Occident, mais isolées et en butte à des persécutions diverses, se sont rapprochées de l'Église catholique romaine au XVIe siècle en acceptant les innovations théologiques des 14 conciles propres à l'Église catholique (notamment le filioque) et l'obéissance au pape, mais en gardant leurs rites byzantins et leur droit canon qui permet, entre autres, l'ordination d'hommes mariés. Communément appelées uniates, ce sont les Églises catholiques orientales.
Par ailleurs, des tractations ont pris place, sous l'égide de la Commission pontificale Ecclesia Dei, pour un rapprochement entre Rome et la Fraternité sacerdotale Saint-Pie-X qui, bien qu'elles aient échoué, ont provoqué un schisme interne de la fraction la plus intransigeante en 2014.

### Autres confessions chrétiennes
D'une manière générale, la théologie tant de l'hérésie que du schisme a été moins appliquée sinon enseignée dans les autres confessions chrétiennes que dans le catholicisme romain. Ainsi, à l'exception de la Haute Église anglicane, le protestantisme ne condamne ni même souvent ne reconnait la notion de schisme.
Chez les orthodoxes russes, le schisme des Vieux-Croyants (XVIIe siècle) a entraîné des déportations et de violentes persécutions de la part des autorités tsaristes.

## Autres religions

### Islam
Après la mort d'Othmân et la bataille de Siffin en 657, se produit le premier grand schisme de l'islam qui est à l'origine de trois traditions théologiques concurrentes : les chiites, partisans d'Ali, cousin et gendre du prophète de l'islam Mahomet, considèrent que la succession revient aux seuls descendant du prophète ou aux gens de sa maison ; les sunnites élargissent cette possibilité aux membres de la tribu du prophète ; les kharijites, enfin, estiment que n'importe quel musulman digne et apte peut devenir calife, estimant qu'il n'y a de jugement que celui d'Allah.

### Bouddhisme
Le schisme Ohigashi apparaît dans le du bouddhisme jōdo shinshū (fondé vers 1220) en 1969 au sein du temple Higashi Hongan-ji.
Au sein du bouddhisme de Nichiren (fondé vers 1250), en 1991, le Grand Patriarche de la Nichiren Shōshū décide d'exclure de cette obédience l’ensemble des pratiquants du mouvement Sōka gakkai, estimés à plusieurs millions. Cette décision fait suite à "toute une série de scandales et de comportements anti-sociaux", dont se sont rendus coupables la Sôka Gakkai et son président, Daisaku Ikeda, "tels que l'obstacle à certaines publications ou l'affaire des écoutes des conversations téléphoniques. À une date plus récente, on peut mentionner (…) son implication dans le scandale politico-boursier Recruit (Recruit scandal (en)), dans des transactions illégales sur des tableaux de Renoir et dans une affaire de fausses déclarations de revenus", indique alors la Nichiren Shôshû.